# Одоардо Беккарі
Одоардо Беккарі (італ. Odoardo Beccari 1843-1920) — італійський ботанік та мандрівник.

## Біографія
Одоардо Беккарі навчався у гімназії в Лукка, а пізніше у Пізанському університеті.
У 1855 році зробив разом з маркізом Джакомо Доріа подорож на острів Борнео, у північній частині якого він прожив до січня 1868 року у Саравакського раджі, сера Джеймса Брука.
Повернувшись до Італії з багатою здобиччю ботанічних і зоологічних екземплярів, він заснував Nuovo giornale botanico italiano, в перших випусках якого (1869—1871) надруковані його ботанічні дослідження острова Борнео.
У 1870 році він об'єднався з Ораціо Антінорі та професором Артуро Ісселем для експедиції на Червоне море, в якій вони відвідали Акабську затоку, архіпелаг Дахлак, а також країну богосів та Барку на півночі Абісинії.
Проживши рік на батьківщині, він 27 листопада 1871 пустився разом з Луїджі Марія Д'Альбертісом в нову подорож у Нову Гвінею. Відпливши з Амбона, вони пристали 9 квітня 1872 до південно-західного берега Нової Гвінеї і після декількох експедицій усередину країни повернулися на Амбон 6 грудня. Д'Альбертіс виїхав до Сіднею, а Беккарі вирушив до островів Ару та Кей і 6 жовтня 1873 переїхав до Макасару, щоб продовжувати свої дослідження на Сулавесі.
22 січня 1875 він зробив другу подорож до Нової Гвінеї з Амбону, відвідав Арфакські гори і повернувся в липні на острів Тернате.
Після третьої поїздки до Нової Гвінеї (листопад 1875 — червень 1876) він повернувся до Італії.
Його дослідження та звіти про експедицію до Нової Гвінеї надруковані у Bulletino делла SOCIETA Geografica Italiana (1873—1874).
На честь Беккарі названі біологічні види: Рослини:
- Aglaia beccarii, дерево родини Meliaceae
- Aulandra beccarii, дерево родини Sapotaceae
- Bulbophyllum beccarii, орхідея
- Dacrydium beccarii, хвойне родини Podocarpaceae
- Dryobalanops beccarii дерево родини Dipterocarpaceae
- Haplolobus beccarii, рослина родини Burseraceae
- Holochlamys beccarii, рослина родини Araceae
- Musa beccarii, дикий банан родини Musaceae
- Myrmecodia beccarii, рослина родини Rubiaceae
- Palaquium beccarianum, дерево родини Sapotaceae

Тварини:
- Acanthopelma beccarii, тарантул
- Carlia beccarii, ящірка[6]
- Clinidium beccarii, жужелиця родини Carabidae
- Cochoa beccarii, птах родини Turdidae
- Conraua beccarii, жаба родини Ranidae
- Crocidura beccarii, землерийка
- Draco beccari, ящірка[6]
- Emballonura beccarii, кажан родини Emballonuridae
- Gallicolumba beccarii, птах родини Columbidae
- Harpesaurus beccarii, ящірка родини Agamidae family[6]
- Margaretamys beccarii, пацюк родини Muridae
- Mormopterus beccarii, кажан родини Molossidae
- Otus beccarii, сова родини Strigidae
- Scopula beccarii, міль родини Geometridae
- Sericornis beccarii, птах родини Acanthizidae
- Tropidophorus beccarii, ящірка[6]
- Varanus beccarii, варан[6]

## Публікації
- Palme del Madagascar descritte ed illustrate. 1912—1914.(італ.)
- Contributo alla conoscenza della palma a olio (Elaeis guineensis). 1914.(італ.)
- Malesia; raccolta di osservazioni botaniche intorno alle piante dell'arcipelago Indo-Malese e Papuano pubblicata da Odoardo Beccari, destinata principalmente a descrivere ed illustrare le piante da esso raccolte in quelle regioni durante i viaggi eseguiti dall'anno 1865 all'anno 1878. 1916.(італ.)
- Il genere Cocos Linn. e le palme affini. 1916.(італ.)
- A monographic study of the genus Pritchardia. 1921(англ.) (у співавторстві з Джозефом Фрэнсисом Чарлзом Роком)
- Nuova Guinea: Celebes e Molucche: diarii di viaggio. 1924.(італ.)
- Nelle foreste di Borneo: viaggi e ricerche di un naturalista. 1982.(італ.)
- Wanderings in the great forests of Borneo. 1989.(англ.)